# 45º Ejército de la Fuerza Aérea y la Defensa Aérea
45ª Ejército de la Fuerza Aérea y la Defensa Aérea (45º A VVS i PVO). Es la asociación operativa de la Fuerza Aérea, la Defensa Aérea y la Aviación Naval del Comando Estratégico Conjunto Norte.

## Historia
El 45° Ejército de la Fuerza Aérea y la Defensa Aérea de la Flota del Norte (unidad militar 06351) se formó en diciembre de 2015 sobre la base de una orden del Presidente de la Federación de Rusia, Vladímir Putin, para fortalecer el sistema de defesa y control de la situación aérea en la zona del Ártico
Esta asociación operativa incluye todos los elementos aéreos y de defensa aérea del recién creado Distrito Militar para la región del Ártico, que quedan bajo el mando operativo de la Flota del Norte
Quedan agrupadas bajo su mando todas las unidades estacionadas en el Distrito Militar Norte incluyendo la Defensa Aérea (misiles antiaéreos y radares), la Fuerza Aérea (cazas y bombarderos) y la Aviación Naval de la Flota del Norte (aviones de caza y helicópteros embarcados, además de aviones de patrulla antisubmarina).
Su área de responsabilidad incluye desde el Óblast de Múrmansk, fronterizo con Noruega, hasta el área de Tiksi, en la República de Sajá, en la desembocadura del río Lena, e incluye los archipiélagos árticos de Nueva Zembla, Tierra de Francisco José, Tierra del Norte, y las Islas de Nueva Siberia como punto más oriental.
La sede del Cuartel General del 45.º Ejército VVS i PVO se encuentra en Safonovo, en la antigua base de Severomorsk-2. El 45.º Ejército VVS i PVO es parte del Comando Estratégico Conjunto Norte.

Área de responsabilidad del 45.º Ejército VVS i PVO de la Flota del Norte, parte del Comando Estratégico Conjunto Norte (OSK Sever)

La Aviación embarcada del 45.º Ejército de la Fuerza Aérea y la Defensa Aérea participó en la operación militar rusa en Siria. De noviembre a diciembre de 2016, desde la cubierta del crucero pesado de aviación "Almirante de la Flota de la Unión Soviética Kuznetsov", los pilotos realizaron 420 salidas de combate, 750 salidas para cumplir las tareas de búsqueda y rescate y transporte aéreo. Más de 1,000 objetos terroristas fueron destruidos.
En 2018, la Flota del Norte reanudó las patrullas aéreas del Ártico. En febrero de 2019, se dio a conocer que el Ministerio de Defensa de Rusia planea aumentar significativamente el poder de combate del 45.º Ejército VVS i PVO de la Flota del Norte y restaurar un regimiento de dos escuadrones de cazas interceptores MiG-31 en la región de Murmansk.

## Estructura
- Cuartel General, unidad militar 06351: Safonovo, Base aérea Severomorsk-2 (Óblast de Múrmansk).
- 1º Div.PVO División de Defensa Aérea. u/m 03123, Severomorsk (Óblast de Múrmansk).
  - 531º ZRP Regimiento de misiles antiaéreos de la Guardia Nevelsko-Berlín, Orden de Lenin, Bandera Roja, órdenes de Suvorov, Kutuzov y Bogdan Khmelnitsky.
 u/m 70148, Polyarny (Óblast de Múrmansk). Composición: Plana mayor, AKP, 2 batallones de 12 unidades PU ZRK S-400, un batallón de 6 unidades ZRPK 96K6 Pantsir-S1.
  - 583º ZRP Regimiento de misiles antiaéreos, Bandera Roja, u/m 36226, Olenegorsk (Óblast de Múrmansk).
Composición: Plana mayor, AKP, un batallón de 12 unidades PU ZRK S-300PM, un batallón de 12 unidades PU ZRK S-300PS.
  - 1528º ZRP Regimiento de misiles antiaéreos, Estrella Roja, u/m 92485, Severodvinsk (Óblast de Arcángel).
Composición: Plana mayor, AKP, un batallón de 12 unidades PU ZRK S-300PS, 2 batallones de 8 unidades PU ZRK S-400.
  - 331º RTP Regimiento de radiotransmisiones, u/m 36138, asentamiento Shchukozero, Severomorsk (Óblast de Múrmansk).Acuartelamiento del 33º ZRP cerca de la base aérea de Rogachevo (Nueva Zembla)

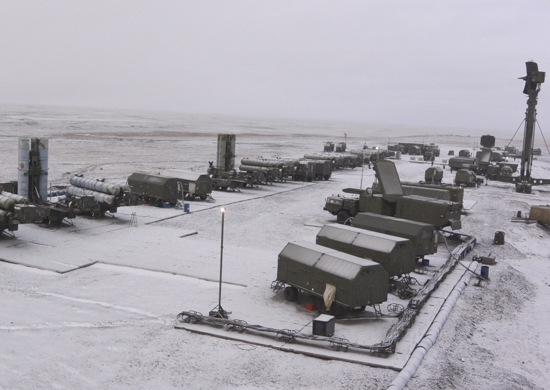
Acuartelamiento del 33º ZRP cerca de la base aérea de Rogachevo (Nueva Zembla)

  - 332º RTP Regimiento de radiotransmisiones, u/m 21514, Arcángel.
  - 223º Centro de comunicaciones, u/m 03122, Severomorsk (Óblast de Múrmansk).
  - 877º Centro de orientación de aviación, u/m 92603, Zapolyarny (Óblast de Múrmansk).
  - 1539º Batallón separado de retransmisión de radio, u/m 03777, Severomorsk (Óblast de Múrmansk).

- 3º Div.PVO División de Defensa Aérea. Base aérea de Rogachevo, Nueva Zembla (Óblast de Arcángel).
  - 33º ZRP Regimiento de misiles antiaéreos, u/m 23662, Base aérea de Rogachevo, Novaya Zemlya (Óblast de Arcángel).
Composición: Plana mayor, AKP, 2 batallones de 12 unidades PU ZRK S-300PM, 1 batallón de 8 unidades PU ZRK S-400.
  - 414º ZRP Regimiento de misiles antiaéreos de la Guardia de Brest, Bandera Roja, Tiksi (República de Saja).
Composición: Plana mayor, AKP, 2 batallones de 12 unidades PU ZRK S-300PS.[5]
  - N.º ZRP Regimiento de misiles antiaéreos, Dikson (Krai de Krasnoyarsk). Planeado después de 2020.
- 98.º OSAP Regimiento separado mixto de aviación de la Guardia Vyslensky, Bandera Roja, Orden de Kutuzov, u/m 75385, Base aérea de Monchegorsk (Óblast de Múrmansk).[6]
 Composición: un escuadrón de 12 Su-24M y un escuadrón de 12 Su-24MR

- 174º IAP Regimiento aéreo de caza de la Guardia, Pechenga, Bandera Roja nombrado B.F.Safonov, u/m 49207, Base aérea de Monchegorsk (Óblast de Múrmansk).
Composición: 2 escuadrones de MiG-31BM. En formación 2020.[7]
- 100.º OKIAP Regimiento separado de caza embarcado, u/m 61287, Base aérea Severomorsk-3 (Óblast de Múrmansk).
Composición: 2 escuadrones de MiG-29K
- 279.º OKIAP Regimiento separado de caza embarcado, u/m 98613, Base aérea Severomorsk-3 (Óblast de Múrmansk).
Composición: 2 escuadrones de Su-33
- 403.º OSAP Regimiento separado mixto de aviación, u/m 49324, Base aérea Severomorsk-1 (Óblast de Múrmansk).[8]
Equipamiento: un escuadrón antisubmarino con Il-38 e Il-38N, un escuadrón mixto con Il-22, Il-20RT, Tu-134. An-12, An-26

- 830º OKPLVP Regimiento separado de helicópteros antisubmarinos embarcados, u/m 87268, Base aérea Severomorsk-1 (Óblast de Múrmansk).
Equipamiento: Ka-27M, Ka-27PS, Ka-29

- N.º OVE Escuadrón Separado de Helicópteros - Severomorsk-1:[9]
Equipamiento: Mi-8MTV-5
- 73.er OPLAEDD Escuadrón separado antisubmarino de aviación de largo alcance, u/m 39163, aeródromo de Kipelovo, Fedotovo (Óblast de Vologda).[10]
Equipamiento: Tu-142MK, Tu-142MR

- Comandancia de aviación, Aeródromo de Plesetsk, Mirny (Óblast de Arcángel).
- Comandancia de aviación, Base aérea de Rogachevo, Nueva Zembla (Óblast de Arcángel).
- Comandancia de aviación, Aeródromo de Nagurskoye, isla de Tierra de Alexandra, archipiélago de Tierra de Francisco José (Óblast de Arcángel).
- Comandancia de aviación, Aeródromo de Sredni Ostrov, archipiélago Tierra del Norte (Krai de Krasnoyarsk).
- Comandancia de aviación, Base aérea de Ostrov Bolshevik, archipiélago Tierra del Norte (Krai de Krasnoyarsk).
- Comandancia de aviación, Aeródromo Temp, Isla Kotelny, archipiélago de Nueva Siberia (República de Sajá).

## Gelería fotográfica

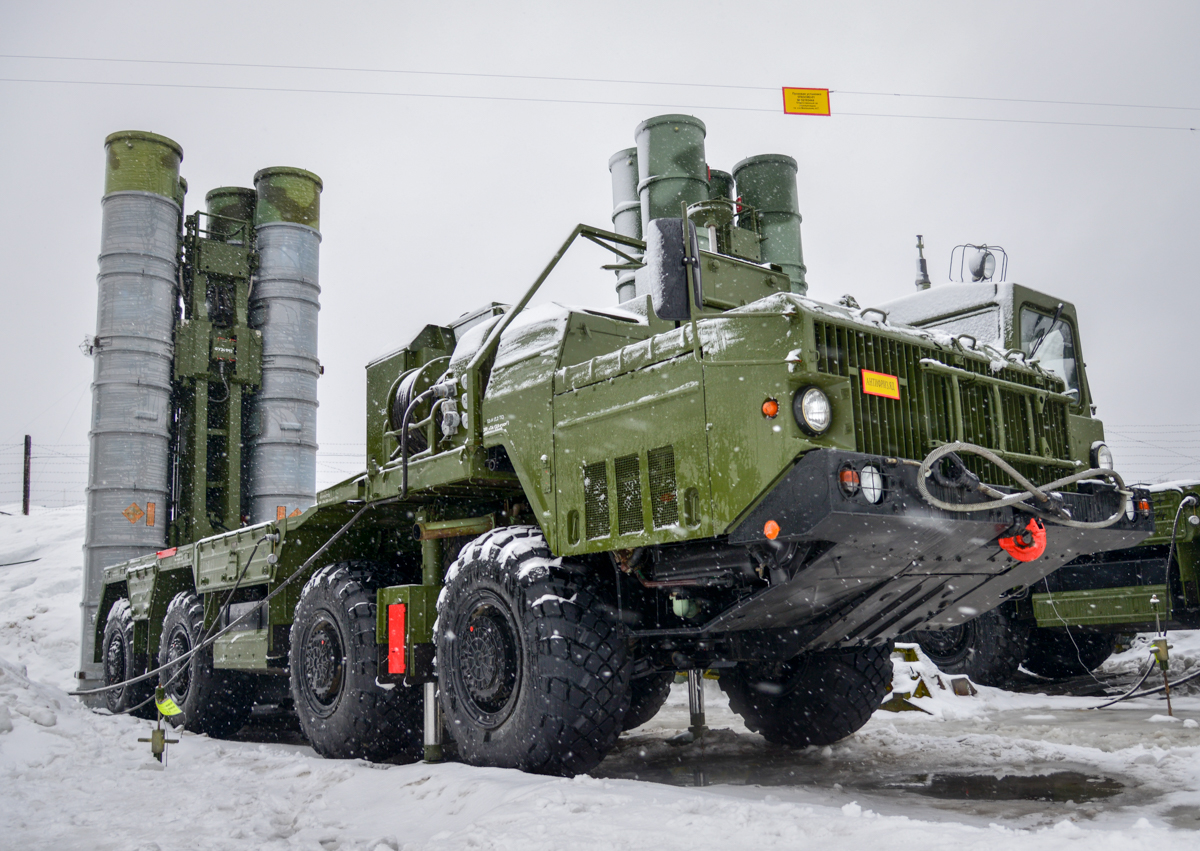
Vehículo lanzador de S-400
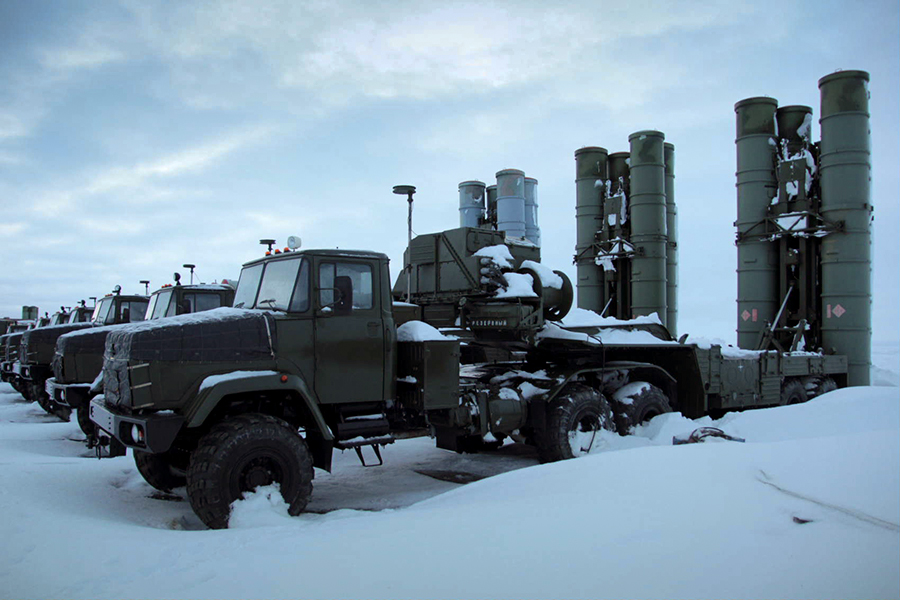
S-300 del 33º ZRP
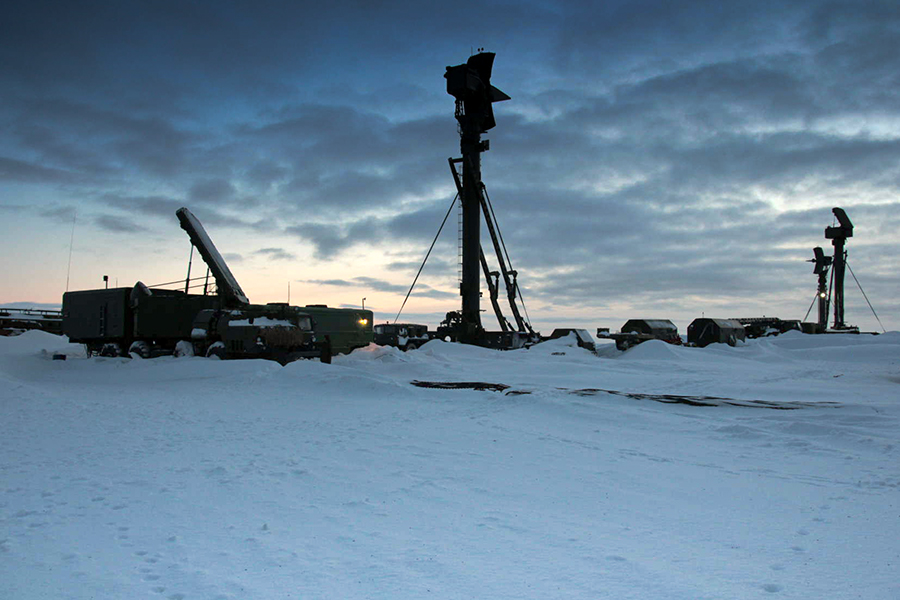
"gran ojo" del 33º ZRP
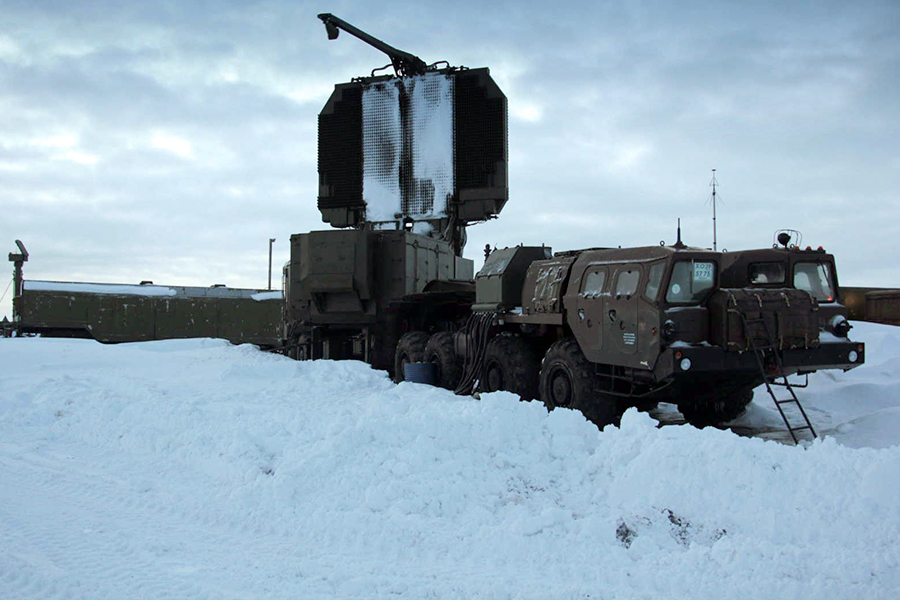
Radar del 33º ZRP

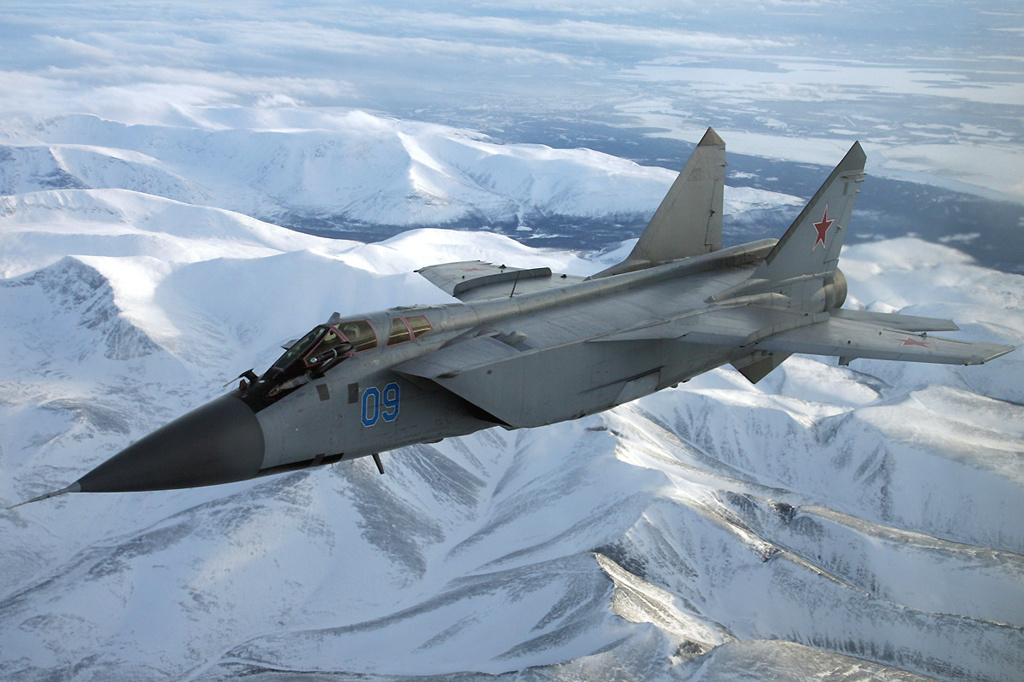
MiG-31BM iz.28 del regimiento de Monchegorsk volando sobre la taiga
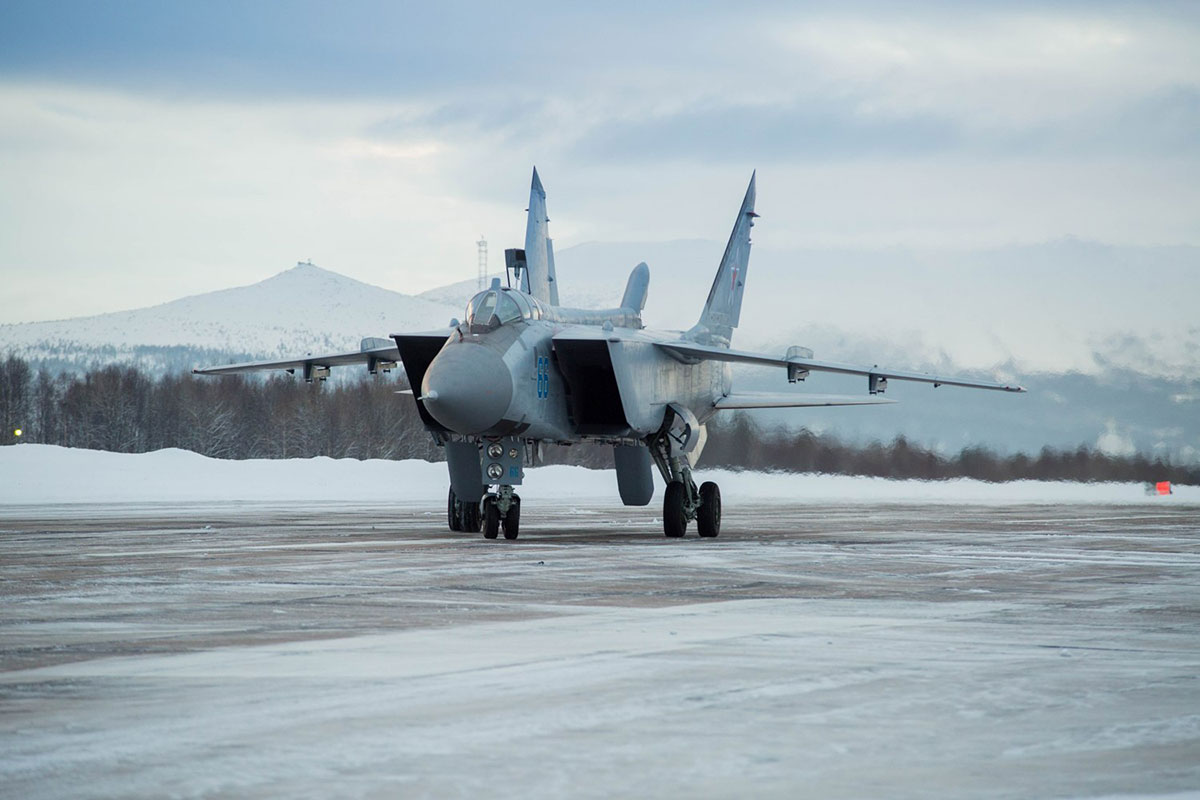
MiG-31BM iz.58 del regimiento de Monchegorsk rodando por la pista
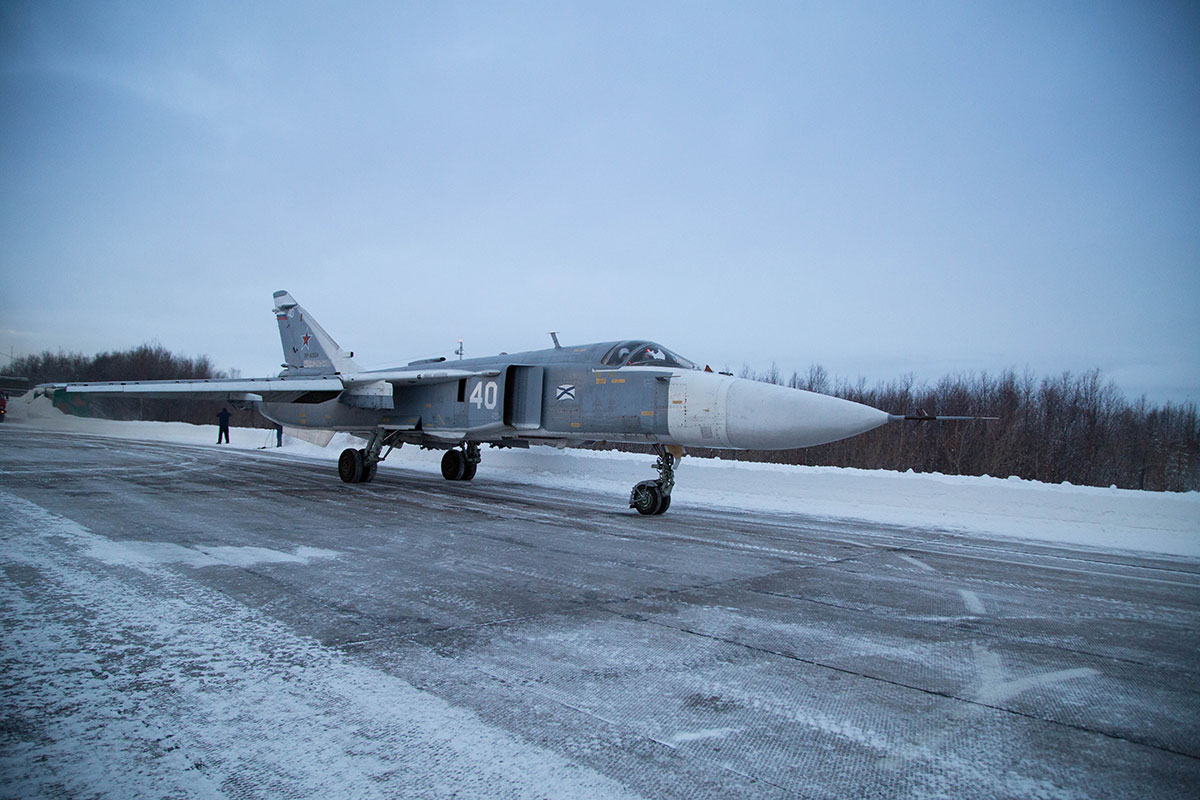
Su-24M del regimiento 98º SAP en la pista de Monchegorsk

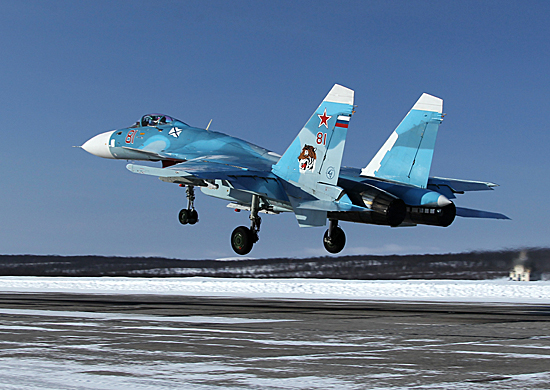
Su-33 del 279º OKIAP aterriza en Severomorsk-3
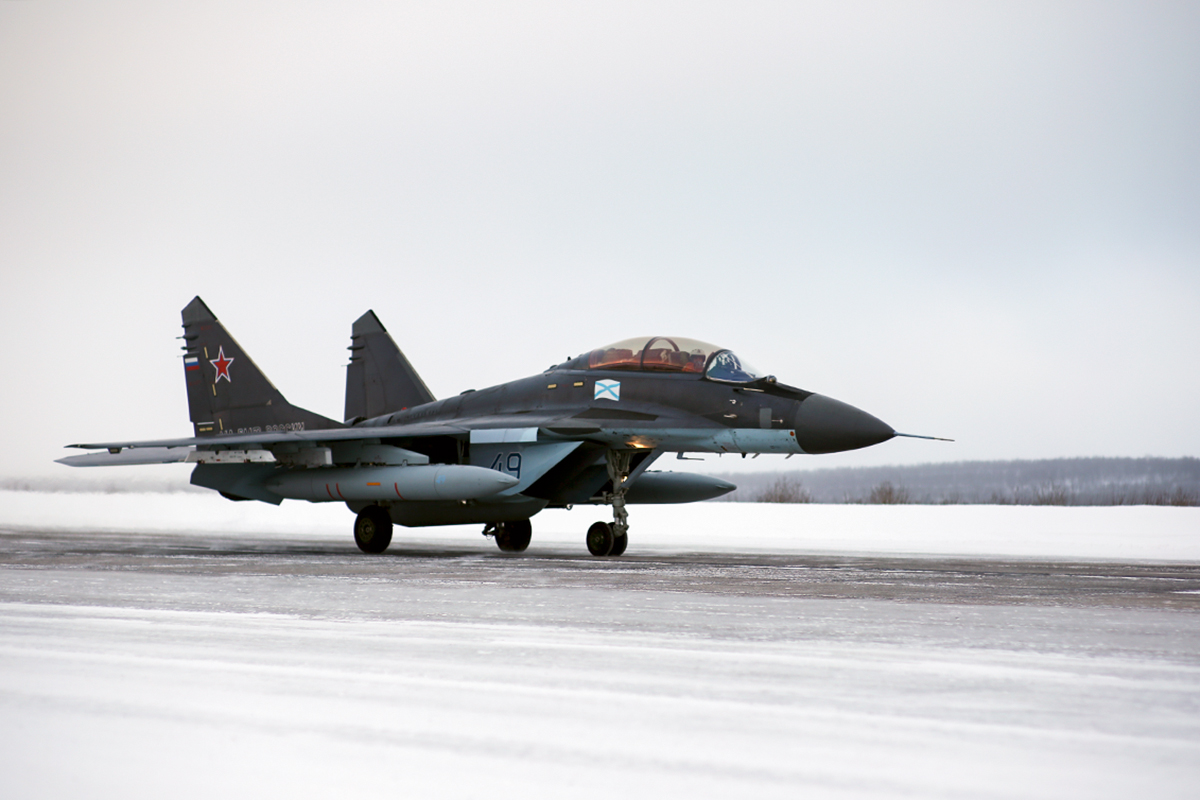
MiG-29K del 100º OKIAP en Severomorsk-3
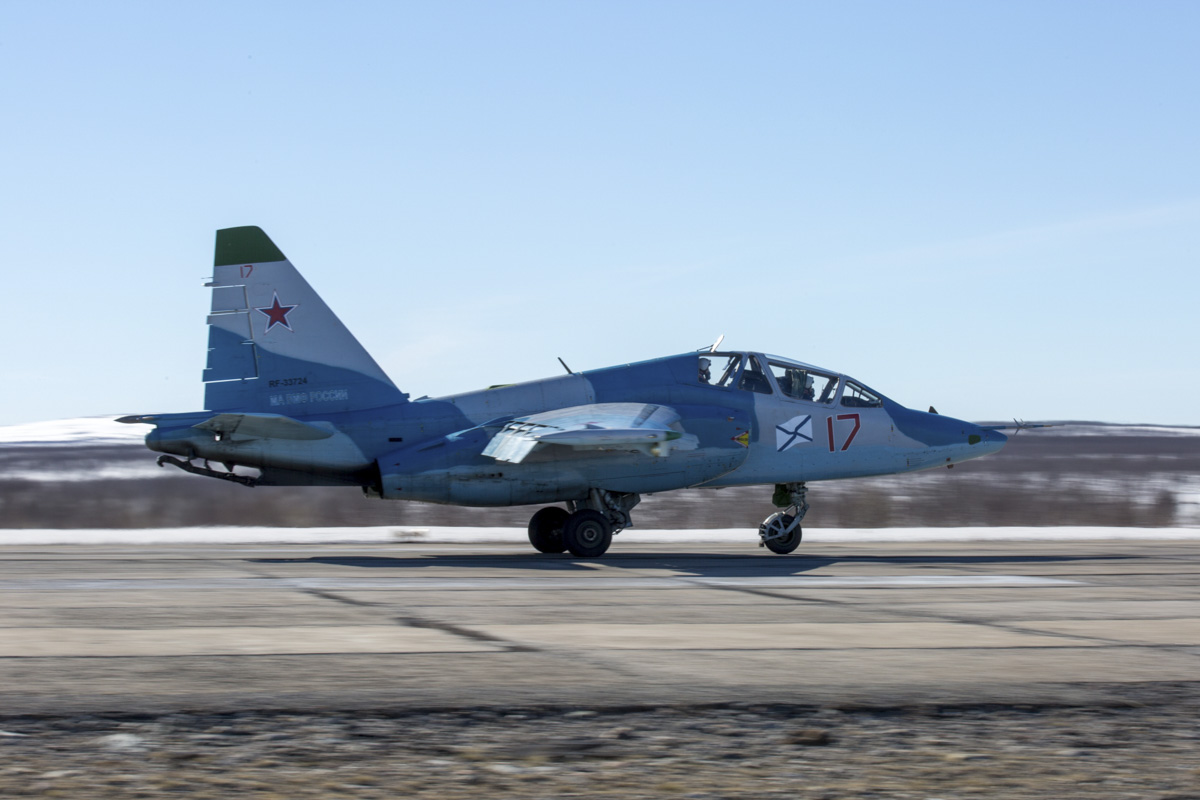
Su-25UTG del 279º OKAIP en Severmorsk-3

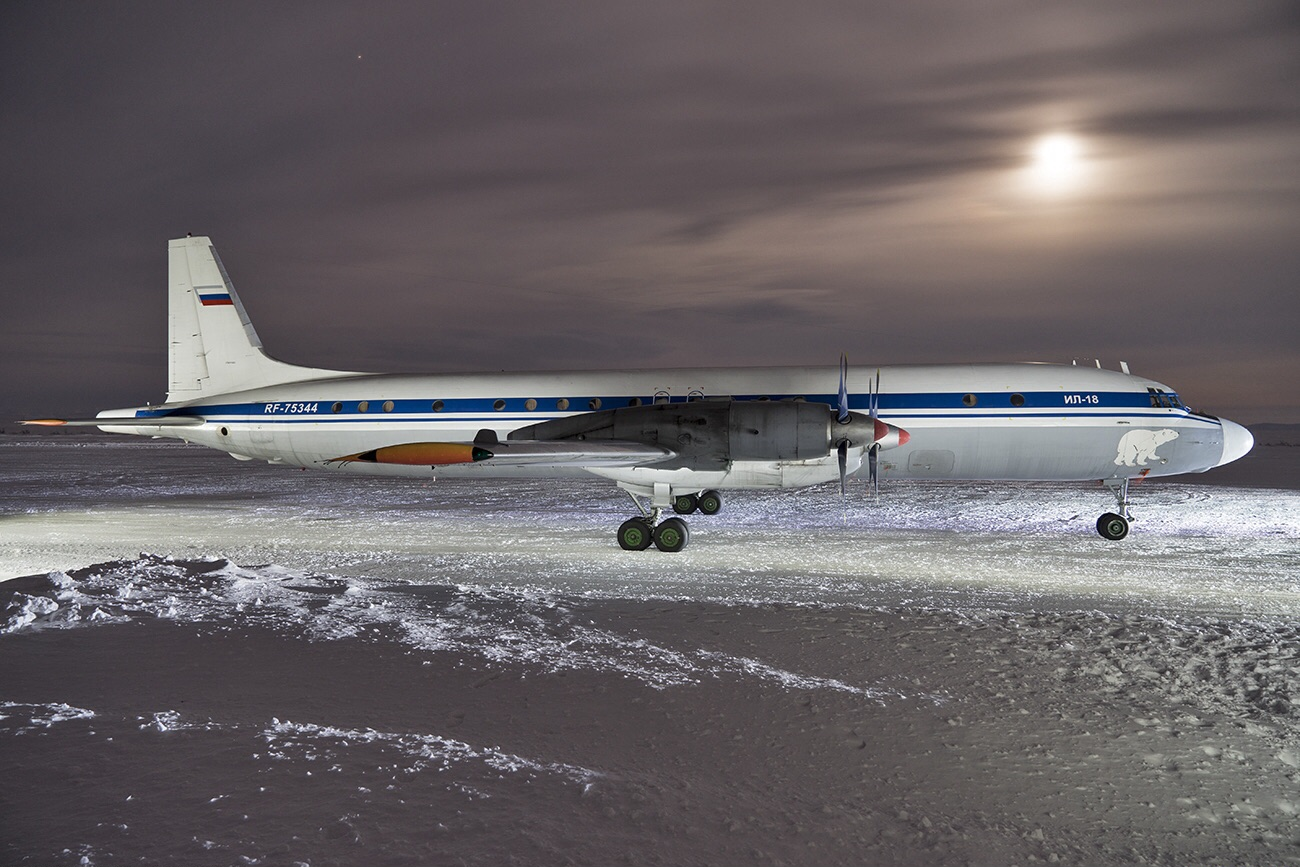
Il-20RT del 403º SAP en la base de Severomorsk-1
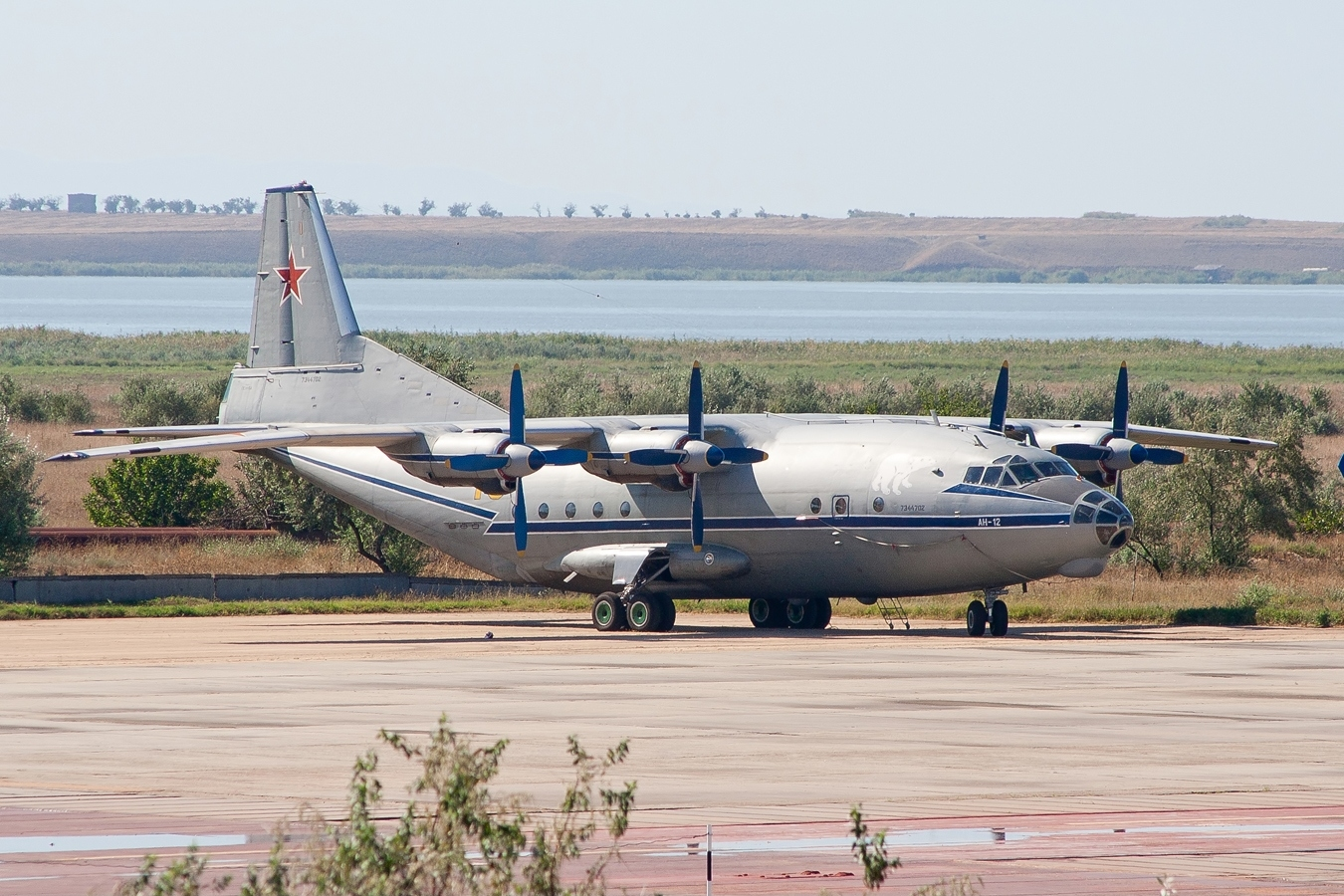
An-12 del 403º SAP de la Flota del Norte en Saki
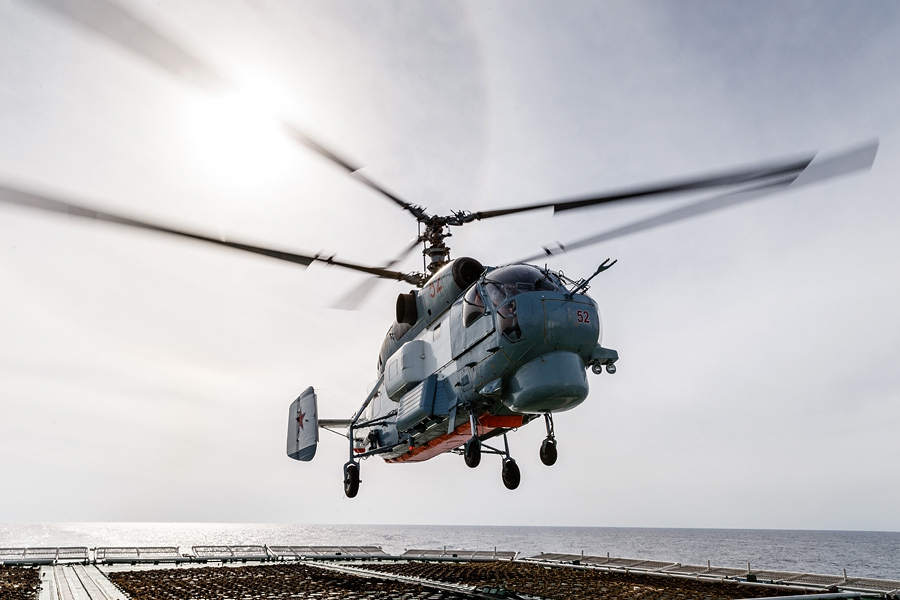
Ka-27PS del 830º OKPLVP apontando en un destructor durante la operación en Siria